# Pět ďáblů
Pět ďáblů (v originále Les Cinq Diables) je francouzský hraný film z roku 2022, který režírovala Léa Mysius podle vlastního scénáře. Film byl uveden dne 23. května 2022 na filmovém festivalu v Cannes v sekci Quinzaine des réalisateurs.

## Děj
Osmiletá Vicky má dar. Má vysoce vyvinutý čich a dokáže určit jakoukoli vůni, kterou shromažďuje v pečlivě označených sklenicích. Je osamělým dítětem, které žije s rodiči. Když se u nich doma objeví Julia, sestra jejího otce, nedávno propuštěná z vězení, Vicky začne zkoumat její vůni a přenese se do vzpomínek, které ji vedou k odhalení dávných rodinných tajemství.

## Obsazení
| Adèle Exarchopoulos | Joanne Soler                     |
| Sally Dramé         | Vicky Soler                      |
| Swala Emati         | Julia Soler                      |
| Moustapha Mbengue   | Jimmy Soler                      |
| Daphné Patakia      | Nadine, kolegyně Joanne          |
| Patrick Bouchitey   | Jean-Yvon, otec Joanne           |
| Noée Abita          | servírka na kolečkových bruslích |
| Merwan Rim          | DJ karaoké                       |

## Ocenění
- César: nominace v kategorii nejlepší vizuální efekty (Guillaume Marien)